# حديقة التويلري
بدءا من قصر اللوفر، وعبر حديقة التويلري ، وميدان الكونكورد وجادة الشإنزاليزيه، وانتهاء بقوس لاديفانص الكبير، يمتد ما يسمى بطريق النصر LA VOIE TRIMOPHALE الذي يمكنك الوصول إلى أي معلم من معالمه بفضل محطات مترو الخط رقم 1 الذي يخترقه بالكامل، والحديقة في الأصل عبارة عن قطعة أرض لأستئصال الآجور، ومن هنا اسمها (Tuile تعنى آجور أو قرميد ), ويرجع الفضل في إقامة الحديقة إلى الملكة كاترين دوميديسيس التي رغبت في تزويد قصر اللوفر بحديقة جميله تعتبر امتدادا للقصر، لتقربه من النهر عبر ممرات تغطيها ظلال الأشجار، فتم تكليف برنار باليسي بإقامة حديقة على نمط الحدائق الإيطالية .... إلا أن (لونوتر) قام في مرحلة لاحقة بتعديلها لتساير النمط الفرنسي، وفي عهد الإمبراطورية الثانية، شيّد الجناحين Jeu de Paume و L'Orangerie. وهما الآن متحفان، ومحل لعدد من المعارض والمظاهرات الفنية. بالإضافة إلى امتداد جناحين من أجنحة متحف اللوفر الملاصق. ويجد في الجناح الأيسر متحف الففنون والموضة Musée des Arts et de la Mode ومتحف فنون الديكور Musée des Arts Décoratifs, والحديقة مكان نزهة واستراحة منذ بداية قيامها، فلقد كانت مع الكاروسل الملاصقة وذات القوس الصغير مخصصة للأسرة الملكية، ثم أصبحت من حدائق الباريسيين المفضلة، لوقوعها في قلب باريس، على مقربة من عدد كبير من مكاتب الشركات والمحلات، حيث يتوجه إليها العاملين أثناء فترة استراحة الغداء، للتمتع بتماثيلها وأحواضها المائية. هذا بالإضافة إلى كونها مكان إقامة مدينة ملاهى ضخمة خريفا مما يجذب إليها أعداد كبيرة من الزوار.